# 昨日奇迹
是一部2019年英國奇幻浪漫喜剧電影，由丹尼·博伊尔指导，理查德·柯蒂斯编剧。故事根據傑克·巴特（Jack Barth）與李察·寇蒂斯的故事而寫。電影由希姆許·帕托飾演鬱鬱不得志的音樂人積克·馬利克（Jack Malik），他在一次意外後發現自己成為了世界上極少數記得披頭四樂隊的人之一，並取用他們的歌而讓自己爆紅。電影中還以莉莉·詹斯飾演主角的兒時好友和愛人，而凱特·麥金儂飾演其經理人，以及艾德·希蘭則飾演其虛構版本的角色。
電影的項目於2018年3月宣布製作。電影於隨後一個月在英國各地進行拍攝，尤其是在薩福克郡。攝影也在溫布利大球場、千禧球場及洛杉磯取景。電影製片人為了使用披頭四樂隊的歌曲而支付了1,000萬美元的版權費；儘管披頭四樂隊並沒有參與其中，但導演仍得到對方及其家人的祝福。
電影於2019年5月4日在翠貝卡電影節上舉行全球首映，並由環球影業在2019年6月28日在英國及美國發行和上映。這部電影在全球的票房收入為1.5億美元，對比其2,600萬美元的製作預算可謂成功。它獲得評論家的褒貶不一的評價，其前設、演出及音樂序列獲讚揚，然而對熟悉度及沒有對這個概念作進一步推廣的概念而受到批評。

## 劇情
傑克·馬利克是一名來自洛斯托夫特鬱鬱不得志的唱作歌手，其經理人同時亦是他兒時的好友艾莉·阿普頓，對方不斷鼓勵他不要放棄自己的夢想。在一次意外的全球停電期間，傑克被公車撞倒出院了後，他在朋友們之間唱著《昨日》這首歌，發現眾人從未聽說過披頭四樂隊。傑克意識到世界不再記得該樂隊以後，便開始演奏他們的歌曲，並將其作品當作自己的音樂發佈出去。艾莉讓傑克與當地音樂製作人合作下錄製了一個試唱的錄音。隨著在當地電視台上表演之後，傑克得到流行歌手紅髮艾德的邀請，到莫斯科作開場表演。艾莉由於需要擔任教師的日常工作而推辭，傑克只好邀請技術員朋友洛奇跟他一起。演出結束後，艾德跟傑克作一場歌曲創作的對決；他最後輸給了傑克的《漫長而曲折的道路》。在洛杉磯，艾德的殘酷經紀人黛布拉·漢默把他羅致旗下，並使他在全球知名度不斷提升。
在傑克的餞行的派對上，艾莉承認自己一直愛著他。回到洛杉磯，傑克開始在西方工作室錄製專輯，但他並沒有為歌曲創作出歌詞。傑克希望透過聯想來觸發回憶，於是他到披頭四樂隊的家鄉利物浦，參觀了著名的地標如草莓園、便士巷及「Eleanor Rigby之墓」。艾莉於利物浦會合他，他們度過了一個醉酒的夜晚並親吻起來，但艾莉告訴他指自己對一夜情不感興趣。翌日早上，傑克和洛奇到火車站追趕艾莉，她在那裡向傑克極表示祝賀，但告訴他指自己不能成為其明星生活的一部分。傷心欲絕的傑克回到了洛杉磯。
唱片公司準備為傑克發行其首張專輯，製作人反對其取自披頭四樂隊唱片名稱的建議，把其專輯命名為《只得一人（One Man Only）》，以推動他的才華。傑克說服他們在戈爾斯頓舉辦屋頂演唱會的時候一同推出專輯。在後台，有兩個人和傑克見面，並告訴傑克他們沒有因上次全球停電而忘掉披頭四樂隊，感謝他沒有讓披頭四樂隊的音樂從世上消失。他們把倖存的約翰·連儂的地址交給他，在這個時空的連儂已是個老人，早已在公眾關注的焦點之外。傑克問到連儂是否認為自己過著成功的生活，他回答指自己與妻子過著幸福的生活，並建議傑克追求自己所愛的人以及總是說實話。
艾德安排傑克於溫布萊球場表演。傑克向著觀眾坦白一切，並讓洛奇把歌曲免費上傳到網路，蓄意破壞其首張專輯的發行。後來，傑克與艾莉結婚組織家庭，而傑克則回到學校當教師。

## 演員
- 希姆許·帕托 飾 積克·馬利克（Jack Malik）
  - 卡瑪·蘇德（Karma Sood）飾 年輕的積克·馬利克
- 莉莉·詹姆斯 飾 艾莉·阿普頓（Ellie Appleton）
  - 杰美·科爾默（Jaimie Kollmer）飾 年輕的艾莉·阿普頓
- 喬爾·弗萊（英语：Joel Fry） 飾 洛奇（Rocky）
- 凱特·麥金儂 飾 黛布拉·漢默（Debra Hammer）
- 紅髮艾德 飾 艾德·希蘭（他自己）
- 拉蒙尼·莫里斯（英语：Lamorne Morris） 飾 市場部門主管
- 索菲亞·迪·馬提諾 飾 嘉羅（Carol）
- 埃莉斯·查佩爾（英语：Ellise Chappell） 飾 露西（Lucy）
- 哈里·米歇爾（Harry Michell）飾 尼克（Nick）
- 嘉米莉·陳（英语：Camille Chen） 飾 溫蒂
- 亞歷山大·阿諾（英语：Alexander Arnold (actor)） 飾 加文（Gavin）
- 詹姆斯·柯登 飾 占士·高登（他自己）
- 桑吉弗·巴斯卡爾（英语：Sanjeev Bhaskar） 飾 傑德·馬利克（Jed Malik）
- 米拉·賽爾（英语：Meera Syal） 飾 希里亞·馬利克（Shelia Malik）
- 卡爾·西奧伯德（英语：Karl Theobald） 飾 特利（Terry）
- 賈斯汀·愛德華茲（英语：Justin Edwards (actor)） 飾 里奧
- 莎拉·蘭開夏爾（英语：Sarah Lancashire） 飾 利茲（Liz）
- 米高·基瓦努卡（英语：Michael Kiwanuka） 飾 米高·基瓦努卡（他自己）
- 羅拔·卡萊爾 飾 約翰·連儂[6]（未記名）

## 製作
電影始於由作者傑克·巴特（Jack Barth），以及演員兼作家兼導演的麥肯齊·克魯克所寫的原創劇本《Cover Version》開始，而克魯克有意執導本片。幾年後，克魯克由於其他承諾而退出，而故事轉至編劇兼導演李察·寇蒂斯手上，他很喜歡這個構思，但他希望由自己寫劇本。在《Cover Version》中，主角僅在披頭四樂隊的歌曲中取得一般的成功，寇蒂斯筆下的主角成為了世界上最著名的創作歌手，他也將重點轉移到男女主角之間的愛情故事上。
2018年3月，據宣布，導演丹尼·波爾和作家理查德·柯蒂斯（Richard Curtis）共同努力製作一齣1960年代或1970年代設定的音樂喜劇，並圍繞著由希姆許·帕托飾演的「一位他認為自己是世上唯一記得披頭四樂隊的人」為中心主角。艾德·希蘭的配角最初是由克里斯·馬汀擔任，但後來遭拒絕。至於主角，帕托是從眾多參與試鏡的演員中脫穎而出，波爾於試鏡期間聽過帕托演譯的《昨日》及《回到U.S.S.R.》，就被說服指帕托是電影正確的選擇。波爾認為帕托的聲音具有靈魂，這個希蘭也表示同意。除了演出外，電影中的披頭四樂隊翻唱的歌曲也由帕托演唱，他也演奏鋼琴和結他。
2018年3月下旬，莉莉·詹姆斯和凱特·麥金儂加入劇組，波爾把這部電影的消息告知樂隊的倖存成員與遺孀們，並收到來自樂隊的鼓手靈高·史達形容為「可愛的」回覆。2018年4月，據透露艾德·希蘭也加入到劇組，並有可能為這部電影創作新音樂，其中還包括披頭四樂隊的歌曲。該月下旬，拉蒙尼·莫里斯及安娜·迪艾瑪絲也加入劇組。2018年5月，索菲亞·迪·馬提諾及喬爾·弗萊與哈里·米歇爾（Harry Michell）也加入其中。
電影於2018年4月21日開始拍攝，英國的拍攝場景部分於2018年4月26日開始，地點在薩福克周圍的黑爾斯沃思（Halesworth）、鄧尼奇（Dunwich）、木瓦街（Shingle Street）、緯度節及雅息士郡的濱海克拉克頓。2018年5月，艾德·希蘭在威爾斯卡迪夫千禧球場的連續四場音樂會之後，立即發出額外在夜間場景中拍攝的號召，2018年6月，在諾福克郡的海上戈爾斯頓海灘另外還徵集了5,000名額外的演員。溫布利球場還被用來拍攝音樂會現場。拍攝還在利物浦取景，也使用過便士巷、利物浦約翰·列儂機場、利物浦萊姆街站及皇后街隧道。
2019年2月，電影公司宣布該片定名為《靠譜歌王》，估計要從蘋果唱片及索尼/聯合電視音樂出版中獲得披頭四樂隊的歌曲在電影中的放映權，費用約為1,000萬美元。而飾演對傑克產生另一個愛人的德阿馬斯，由於測試觀眾感到這使傑克變得沒有同情心。故此其場景遭刪去。

### 發布
這部電影最初原定於2019年9月13日發行，但由於保羅·麥卡尼與索尼音樂娛樂提出的版權訴訟，某些披頭四樂隊的歌曲的版權將於2019年的秋季恢復到他手上，故此推出日期將大幅提前至原訂發布幾個月前的6月28日。電影於2019年5月4日在翠貝卡電影節上作全球首映，而本地的首映禮於2019年6月21日在海上戈爾斯頓的電影院舉行。

## 評價

### 票房
《昨日奇迹》在美國及加拿大的票房總額為$7,330萬美元，其他地區為$6,900萬美元，全球總計收入達$1.423億美元，對比其$2,600萬美元的製作預算。
在美國及加拿大，電影於首映週末預計將在2,603間影院上映，票房收入為1,000萬至1,500萬美元。電影的首天票房為$610萬美元，當中包括週四晚上預覽的$125萬美元。開畫首天的觀眾中，大部分都是超過25歲以上（佔75%），女性佔56％，高加索人佔65％。電影最終超出了預期，首次亮相已達$1,700萬美元，僅次於《反斗奇兵4》及《詭娃安娜貝爾：回家》的第三位。在第二個週末，這部電影賺得1,070萬美元，僅次於《反斗奇兵4》及《蜘蛛人：離家日》，再次獲得第三名。電影後來於第三個周末賺得$680萬美元，下跌至第五位。
在其他地區，電影開首已賺得$780萬美元，當中包括英國的$280萬美元（僅次於《反斗奇兵4》的第二位），以及澳洲的$250萬美元。

### 批判性回應
在爛番茄網站，根據324個評論，該電影持63％的新鮮度，平均得分為6.3／10。該網站的關鍵共識寫道：「《昨日奇迹》可能不足以描繪披頭四樂隊，但最終結果仍然是甜美迷人的幻想—有趣的是—儘管有些地方還未充分開發的前提」。在Metacritic上，電影根據44個評論，得出的平均分數為56/100，表示著「混合或平均的評價」。CinemaScore的觀眾對這部電影從A+至F的評分中，電影的平均得分為「A−」；而PostTrak的受訪者給出的總體得分為87％，而63％的觀眾為「明確推薦」。